# Bambary
Bambary est un village situé dans le département de Seytenga, dans la province du Séno, région du Sahel, au Burkina Faso.